# 圣毛罗-马尔凯萨托
圣毛罗-马尔凯萨托（義大利語：San Mauro Marchesato），是意大利克罗托内省的一个市镇。总面积42平方公里，人口2251人，人口密度53.6人/平方公里（2009年）。